# Entelopes subsimilis
Entelopes subsimilis är en skalbaggsart som beskrevs av Stefan von Breuning 1968. Entelopes subsimilis ingår i släktet Entelopes och familjen långhorningar.
Artens utbredningsområde är Laos. Inga underarter finns listade i Catalogue of Life.